# Oak (Nebraska)
Oak es una villa ubicada en el condado de Nuckolls en el estado estadounidense de Nebraska. En el Censo de 2010 tenía una población de 66 habitantes y una densidad poblacional de 167,65 personas por km².

## Geografía
Oak se encuentra ubicada en las coordenadas 40°14′17″N 97°54′13″O / 40.23806, -97.90361. Según la Oficina del Censo de los Estados Unidos, Oak tiene una superficie total de 0.39 km², de la cual 0.39 km² corresponden a tierra firme y (0%) 0 km² es agua.

## Demografía
Según el censo de 2010, había 66 personas residiendo en Oak. La densidad de población era de 167,65 hab./km². De los 66 habitantes, Oak estaba compuesto por el 98.48% blancos, el 0% eran afroamericanos, el 0% eran amerindios, el 0% eran asiáticos, el 0% eran isleños del Pacífico, el 0% eran de otras razas y el 1.52% pertenecían a dos o más razas. Del total de la población el 1.52% eran hispanos o latinos de cualquier raza.